# Парламентарни избори у Италији 2008.
Парламентарни избори у Италији 2008. су одржани 13. и 14. априла 2008. након пада владе Романа Продија.
Победу је однела центро-десничарска коалиција и за премијера је именован Силвио Берлускони.

## Резултати

#### Избори за Дом посланика
| Партије и коалиције / Кандидати за премијера | Партије и коалиције / Кандидати за премијера                                 | Гласови                                | %                   | +/–                    | Посланичка места | +/–            |
| -------------------------------------------- | ---------------------------------------------------------------------------- | -------------------------------------- | ------------------- | ---------------------- | ---------------- | -------------- |
|                                              | Силвио Берлускони - Народ слободе - Северна лига - Покрет за аутономију Југа | 17.064.31413.629.096 3.024.758 410.487 | 46,8137,39 8,3 1,13 | +3,83–1,02 +3,72 +1,13 | 344276 60 8      | +102+60 +34 +8 |
|                                              | Валтер Велтрони - Демократска партија - Италија вредности                    | 13.686.50112.092.969 1.593.523         | 37,5433,17 4,37     | +4,05+1,97 +2,08       | 246217 29        | +3–9 +12       |
|                                              | Пјер Фердинандо Касини Унија Центра                                          | 2.050.309                              | 5,62                | –1,13                  | 36               | –3             |
|                                              | Фаусто Бертиноти Дуга левице - Комунистичка обнова                           | 1.124.428                              | 3,08                | –7,11                  | 0                | –72            |
|                                              | Данијела Сантанке Десница - Пламен тробојке                                  | 885.226                                | 2,43                | +1,82                  | 0                | —              |
|                                              | Енрико Босели Социјалистичка партија                                         | 355.575                                | 0,98                | –1,91                  | 0                | –18            |
|                                              | Народна партија Јужног Тирола                                                | 147.666                                | 0,41                | –0,07                  | 2                | –2             |
|                                              | Аутономија слобода демократија                                               | —                                      | —                   | —                      | 1                | ±0             |
|                                              | Покрет Италијана у дијаспори                                                 | —                                      | —                   | —                      | 1                | +1             |
|                                              | Други                                                                        | 1.146.978                              | 3,13                | +0,52                  | —                | –11            |
| Укупно                                       | Укупно                                                                       | 36.452.286                             | 100%                |                        | 630              |                |

#### Избори за Сенат
| Партије и коалиције / Кандидати за премијера | Партије и коалиције / Кандидати за премијера                                     | Гласови                                | %                    | +/–                    | Сенаторска места | +/–           |
| -------------------------------------------- | -------------------------------------------------------------------------------- | -------------------------------------- | -------------------- | ---------------------- | ---------------- | ------------- |
|                                              | Силвио Берлускони - Народ слободе - Северна лига - Покрет за аутономију Југа     | 15,678,11412,678,790 2,644,248 355,076 | 46.9437.96 7.92 1.06 | +8,55+4.33 +3.52 +1.06 | 174146 26 2      | +39+24 +13 +2 |
|                                              | Валтер Велтрони - Демократска партија - Италија вредности - Коалиција "ПД - СВП" | 12.620.66011.052.577 1.414.118 153.965 | 37,7933,10 4,23 0,46 | +6,30+5,01 +1,40 –0,11 | 134118 14 2      | +21+12 +10 -1 |
|                                              | Пјер Фердинандо Касини Унија Центра                                              | 1.898.842                              | 5,69                 | –0,95                  | 3                | –18           |
|                                              | Фаусто Бертиноти Дуга левице - Комунистичка обнова                               | 1.093.135                              | 3,27                 | –8,06                  | 0                | –38           |
|                                              | Данијела Сантанке Десница - Пламен тробојке                                      | 703.685                                | 2,11                 | +1,48                  | 0                | —             |
|                                              | Енрико Босели Социјалистичка партија                                             | 285.802                                | 0,86                 | –1,95                  | 0                | —             |
|                                              | Народна партија Јужног Тирола                                                    | 98.947                                 | 0,30                 | –0,04                  | 2                | ±0            |
|                                              | Валдостански савез                                                               | 29.186                                 | 0,09                 | +0,02                  | 1                | +1            |
|                                              | Покрет Италијана у дијаспори                                                     | —                                      | —                    | —                      | 1                | +1            |
|                                              | Други                                                                            | 969.825                                | 2,95                 | –1,13                  | —                | –6            |
| Укупно                                       | Укупно                                                                           | 33.396.196                             | 100%                 |                        | 315              |               |